# Wortzeichen
Als Wortzeichen bezeichnet man ein Sonderzeichen, das – im Gegensatz zum Satzzeichen – nicht dazu dient, Sätze zu gliedern, sondern innerhalb einzelner Wörter zum Einsatz kommt. Beispiele sind der Apostroph, der Bindestrich, der Trennstrich sowie die Auslassungspunkte (Ellipse), soweit mit ihnen ein weggefallener Wortteil ersetzt wird. Der Oberbegriff von Satzzeichen und Wortzeichen ist Interpunktionszeichen. Von einzelnen Autoren werden Wortzeichen auch als Hilfszeichen bezeichnet.

## Zur Verwendung der Terminologie
Der Begriff „Wortzeichen“ begegnet in der Fachliteratur nicht sehr oft, wird aber in Glück (2005) als Stichwort mit Verweis auf den Artikel „Interpunktion“ verwendet. Die Trennung von Wort- und Satzzeichen wird auch nicht konsequent durchgehalten. So begegnen die hier genannten Wortzeichen z. B. bei Kürschner (1997: 284f.) alle unter „Satzzeichen“.

## Beispiele
- „Die Praxis Dr. Müller bleibt bis zum 15. geschlossen.“ Der letzte Punkt ist ein Satzzeichen, die anderen beiden sind Wortzeichen.
- „Das neue Album ist echt besch…!“ Die Ellipse ist ein Wortzeichen.
- „Am Ende krachte es noch einmal laut … dann war alles still.“ Die Ellipse ist ein Satzzeichen.
- Binde- und Trennstrich sind Wortzeichen – der Gedankenstrich aber ist ein Satzzeichen.